# Laguna Loromayu
Laguna Loromayu är en sjö i Bolivia.   Den ligger i departementet Potosí, i den södra delen av landet, 400 km sydväst om huvudstaden Sucre. Laguna Loromayu ligger 4 666 meter över havet. Arean är 12,0 kvadratkilometer. Den sträcker sig 3,8 kilometer i nord-sydlig riktning, och 3,0 kilometer i öst-västlig riktning.
Trakten runt Laguna Loromayu är ofruktbar med lite eller ingen växtlighet. Trakten runt Laguna Loromayu är nära nog obefolkad, med mindre än två invånare per kvadratkilometer.